# Pavel Soukup
Pavel Soukup (* 31. prosince 1948 Praha) je český herec. Kromě divadelního a filmového herectví se věnuje také dabování a voiceoveru.

## Život
Po maturitě na SVVŠ Budějovická roce 1967 vystudoval fakultu žurnalistiky na Univerzitě Karlově v Praze (ukončil ji v roce 1972) a divadelní fakultu AMU (ukončil ji v roce 1974). Prošel divadly v Olomouci (1974–1978), Liberci (1978–1982) a Městskými divadly v Praze (1982–1986). Později se stal členem souboru Hudebního divadla v Karlíně.

### Rodina
- Zuzana Geislerová (* 1952) – 1. manželka, syn Adam
- Isabela Soukupová-Siegelová (* 1966) – 2. manželka, děti: Pavel, Patricie, Pamela

## Filmografie, výběr

### Divadelní role
- Eugen O'Nea: Farma pod jilmy, Divadlo Oldřicha Stibora v Olomouci
- Ernest Bryll, Kateřina Gärtnerová: Malované na skle (jako Jánošík), Divadlo F. X. Šaldy v Liberci
- Félicien Marceau: Vajíčko, (jako Magis), Divadlo F. X. Šaldy v Liberci
- Blake Edwards: Viktor, Viktorie, (jako King Marchana), režie Rupert Dubský, Hudební divadlo Karlín
- Jean Poiret: Klec bláznů (jako Georges), Hudební divadlo Karlín
- Federico Fellini: Ginger a Fred, Hudební divadlo Karlín
- Alfred Jarry: Nadsamec, Divadlo ABC

### Filmové role
- 1979 – Brontosaurus
- 1982 – Ale je ženatý (TV film)
- 1989 – Jestřábí moudrost (hlasy krále i Kryštofa)
- 1989 – Evropa tančila valčík (hlas britského ministra zahraničí lorda Edwarda Greye)
- 1994 – Pevnost
- 1995 – Život na zámku (TV seriál)
- 1995 – Holčičky na život a na smrt
- 1995 – Cesta peklem
- 2001 – Z pekla štěstí 2
- 2015 – Ordinace v růžové zahradě 2 (TV seriál)
- 2015 – Ztraceni v Mnichově - vypravěč
- 2019 – Léto s gentlemanem - štamgast Karel Rada
- 2020 – Loupežnická balada (TV film) - vypravěč

### Rozhlasové role
- 1984 – Oscar Wilde: Šťastný princ, 1984, napsal František Pavlíček, režie Karel Weinlich, role: Šťastný princ[2]
- 1986 Theodore Dreiser: Americká tragédie,  dvoudílná četba na pokračování, Československý rozhlas Praha, režie: Jiří Horčička. Role: Gilbert Griffiths.
- 1991 – Jean Racine: Britannicus, role: Nero, Československý rozhlas, 1991, režie Josef Melč.[3]
- 1992 Karel Poláček: Lehká dívka a reportér, účinkovali: Petr Kostka, Jana Paulová, Pavel Soukup, Jan Teplý, Jiří Kvasnička a další; připravila: Dagmar Hubená, režie: Petr Adler
- 2000 – Radclyffe Hall: Studna osamění, třídílná rozhlasová adaptace románu. Role: Johathan Brockett, režie: Markéta Jahodová.[4]
- 2002 – Umberto Eco: Jméno růže, zpracováno v Českém rozhlasu v roce 2002 jako devítidílná adaptace románu. Role: Vilém z Baskervillu, režie: Ivan Chrz[5]
- 2004 – Hans Fallada: Pijan (2004), 12dílná četba; Český rozhla, z překladu Věry a Karla Houbových připravil a četl Pavel Soukup; režie Vlado Rusko.[6]
- 2005 Marco Polo: Milión. O záležitostech Tatarů a východních Indií, čtrnáctidílná četba na pokračování. Četli: Rudolf Pellar, Miroslav Středa, Pavel Soukup a Igor Bareš. Překlad: Miroslava Mattušová, režie: Hana Kofránková
- 2006 – Klaus Mann: Bod obratu: Zpráva o jednom životě (Der Wendepunkt), zpracováno v Českém rozhlasu v roce 2006 jako dvanáctidílná četba na pokračování. Podle překladu Anny Siebenscheinové připravil Miroslav Stuchl, v dramaturgii Petra Turka režii měla Hana Kofránková.[7]

### Dabing
Dabingu se věnuje systematicky již půl století. Význam jeho rolí byl u příležitosti jeho 70. narozenin oceněn udělením Ceny Františka Filipovského za celoživotní mistrovství v dabingu. Jeho hlas je spjat zejména s 
- Arnoldem Schwarzeneggrem
- Dolphem Lundgrenem.
- Ve videohře Mafia II namluvil postavu Jimmyho.

### Audioknihy
- 2017 – Dějiny psané Římem – nakladatelství Audiotéka.cz
- 2017 – To – nakladatelství OneHotBook
- 2018 – Bram Stoker: Dracula, vydala Audiotéka
- 2018 – Pět malých prasátek, Audiotéka
- 2019 – Šedí bastardi, Audiotéka
- 2019 – Životní terno, Audiotéka
- 2020 – Cval rytířských koní: Otec a synové, Audiotéka
- 2020 – Cval rytířských koní II: Dvojí trůn, Audiotéka

## Literární tvorba
- Tři na slunci – divadelní hra
- 1981 Přelet modrého morfa – vydavatel Dilia, divadelní hra uvedená roku 1980, Divadlo F. X. Šaldy v Liberci
- 2003 Nejsem děvkař!!! Jsem romantické dřevo! Nakladatelství Ivo Železný, Praha ISBN 80-237-3855-0 , kniha fejetonů
- 2004 Nejsem dřevo!!! Jsem romantickej děvkař! Nakladatelství Ivo Železný, Praha ISBN 80-237-3881-X , kniha fejetonů
- 2004 Delfínek Deo. Nakladatelství Isa, ISBN 80-239-2522-9, pohádková knížka
- 2020 Romantické dřevo / Rozverné povídky a vzpomínky, Nakladatelství XYZ Praha, ISBN 978-80-7597-720-5